# FC Dinamo MVD Bichkek
Pour les articles homonymes, voir Dynamo (homonymie).
Maillots
Le Futbal Klubu Dinamo MVD Bishkek (en kirghize : футбол клубу Динамо МВД Бишкек), plus couramment abrégé en Dinamo MVD Bishkek, est un club kirghiz de football fondé en 1934 et basé à Bichkek, la capitale du pays.

## Historique

### Histoire
Le club disparaît une première fois en 2003 avant d'être refondé en 2012.

### Repères historiques
- 1934 : fondation du club sous le nom de FK Dinamo Frounze
- 1992 : le club est renommé FK Dinamo Bichkek
- 1996 : le club est renommé FK Dinamo-Oil Bichkek
- 1997 : le club est renommé FK Dinamo Bichkek
- 1998 : le club est renommé FK CAG-Dinamo-MVD Bichkek
- 1999 : Unique participation du club en compétition internationale, en Coupe d'Asie des clubs champions, achevée par une élimination dès le premier tour.
- 2001 : le club est renommé FK Erkin Farm Bichkek
- 2002 : le club est renommé FK Dinamo-Erkin Farm Bichkek
- 2003 : le club est renommé FK Dinamo-Polyot Bichkek
- 2003 : Dissolution du club
- 2012 : Nouvelle fondation du club, qui prend le nom de FK Dinamo MVD Bichkek

## Palmarès
| Compétitions nationales | Compétitions soviétiques |
| --- | --- |
| - Championnat du Kirghizstan (3) : - Champion : 1997, 1998 et 1999. - Vice-champion : 2000. - Coupe du Kirghizistan : - Finaliste : 1995. | - Championnat de la RSS du Kirghizistan (4) : - Champion : 1935, 1938 (Ouv.), 1938 Clo., 1952 - Coupe de la RSS du Kirghizistan (4) : - Vainqueur : 1939, 1945, 1951 et 1952. |

## Personnalités du club

### Présidents du club
- Torokul Madalïew

### Entraîneurs du club
- Eszen Mirlanov

### Anciens joueurs
- Roman Kornilov
- Sergueï Ivanov